# Bakteriologija
Bakteriologija je grana biologije koja se bavi proučavanjem morfoloških i uzgojnih svojstava bakterija, njihovim rastom, metabolizmom (mijenu tvari) i genetikom. 
Antoni van Leeuwenhoek već je 1677. godine opisao mikroskopski promatrane bakterije. Važnija kasnija otkrića potekla su od Lazzara Spallanzanija, Louisa Pasteura, Ferdinanda Cohna, Martinusa Willema Beijerincka, Sergeja Winogradskyja i Alberta Kluyvera.
Pioniri medicinske bakteriologije bili su Joseph Lister, Louis Pasteur, Paul Ehrlich i Robert Koch.